# Paeonia daurica
Paeonia daurica là một loài thực vật có hoa trong họ Paeoniaceae. Loài này được Andrews miêu tả khoa học đầu tiên năm 1807.